# ブリリアント・トゥリーズ
『ブリリアント・トゥリーズ』(Brilliant Trees)は、イングランドのミュージシャン、デヴィッド・シルヴィアンが1984年に発表した、ソロ名義では初のスタジオ・アルバム。

## 背景
1982年のジャパン解散と前後して、シルヴィアンは坂本龍一とのコラボレーションに着手し、「バンブー・ハウス」（1982年）、「禁じられた色彩」（1983年）といったシングルを連名で発表した。そして、坂本は本作にも引き続き参加した。また、ジャパン時代の盟友であるスティーヴ・ジャンセンとリチャード・バルビエリもレコーディングに参加した。
本作のゲストの一人ホルガー・シューカイは、後にシルヴィアンと連名で『ブライト&プレモニション』（1988年）、『フラックス・アンド・ミュータビリティ』（1989年）といったアルバムを発表している。

## 反響・評価
全英アルバムチャートでは14週トップ100入りして最高4位を記録し、2020年現在、シルヴィアンのソロ・アルバムとしては唯一の全英トップ10入りを果たした。全英シングルチャートでは「レッド・ギター」が17位、「ジ・インク・イン・ザ・ウェル」が36位、「プリング・パンチズ」が56位に達した。
オランダのアルバム・チャートでは10週トップ40入りし、最高7位を記録した。日本のオリコンLPチャートでは9週トップ100入りし、16位に達した。
ケルヴィン・ヘイズはオールミュージックにおいて5点満点中4点を付け「ファンク、ジャズ、環境音楽を折衷した作品」と評している。

## 収録曲
特記なき楽曲は作詞・作曲ともデヴィッド・シルヴィアンによる。
1. プリング・パンチズ - "Pulling Punches" - 5:02
2. ジ・インク・イン・ザ・ウェル - "The Ink in the Well" - 4:29
3. ノスタルジア - "Nostalgia" - 5:42
4. レッド・ギター - "Red Guitar" - 5:11
5. ウェザード・ウォール - "Weathered Wall" - 5:44
  - 作詞：デヴィッド・シルヴィアン／作曲：デヴィッド・シルヴィアン&ジョン・ハッセル
6. バックウォーターズ - "Backwaters" - 4:53
7. ブリリアント・トゥリーズ - "Brilliant Trees" - 8:42
  - 作詞：デヴィッド・シルヴィアン／作曲：デヴィッド・シルヴィアン&ジョン・ハッセル

## 参加ミュージシャン
- デヴィッド・シルヴィアン - ボーカル、ギター、ピアノ、シンセサイザー、パーカッション、テープ
- ホルガー・シューカイ - ディクタフォン、ギター、フレンチ・ホルン、ボイス
- スティーヴ・ジャンセン - ドラムス、パーカッション、シンセサイザー
- リチャード・バルビエリ - シンセサイザー(on #1, #5)
- スティーヴ・ナイ - ピアノ、シンセサイザー(on #3, #4)
- 坂本龍一 - ピアノ、シンセサイザー(on #4, #5, #7)
- ロニー・ドレイトン - ギター(on #1, #4)
- フィル・パーマー - ギター(on #2, #4)
- ウェイン・ブレイスウェイト - エレクトリックベース(on #1, #4)
- ダニー・トンプソン - ダブル・ベース(on #2)
- ケニー・ホイーラー - フリューゲルホルン(on #2, #3)
- マーク・アイシャム - トランペット(on #4)
- ジョン・ハッセル - トランペット(on #5, #7)